# Ральф Лорен
Ральф Лорен (англ. Ralph Lauren; ім'я при народженні Ральф Ліфшиць, англ. Ralph Lifshitz; 14 жовтня 1939, Бронкс, Нью-Йорк) — американський модельєр і бізнесмен, удостоєний Радою дизайнерів США титулу «Легенда моди».

## Біографія
Ральф Лорен народився в Бронксі. Сусід Кельвіна Кляйна. Виходець із сім'ї єврейських іммігрантів з Білорусі. Його батьки Франк Ліфшиц (з Пінська) та Фрейдліх Котляр (з Гродно).
1967 року він заснував компанію Polo Ralph Lauren і в 1968 році вже випустив свою першу чоловічу колекцію одягу прет-а-порте. Невимушений стиль модельєра, що ввібрав в себе культуру американського заходу, швидко зробив Ральфа Лорена знаменитим.
З 1971 року Лорен розпочав випуск жіночої лінії одягу. Крім одягу, Ральф Лорен випускає під брендом власного імені предмети інтер'єру, аксесуари, парфумерію, товари для тварин.
У березні 2012 американський журнал  Forbes оцінив статки Лорена в 7,5 мільярдів доларів США і включив його до рейтингу найбагатших людей світу за номером 122.